# Hydra (animal)
Hydra (nombre común hidra) es un género de hidrozoos hidroides de la familia Hydridae propios de las aguas dulces. Miden unos pocos milímetros y son depredadores que capturan pequeñas presas con sus tentáculos cargados de células urticantes. Tienen un asombroso poder de regeneración, se reproducen tanto asexual como sexualmente y son hermafroditas. Su nombre proviene de la criatura de la mitología griega con el mismo nombre, a  la cual, si se le cortaba una de sus cabezas, dos crecerían en su lugar.

## Características
Es un animal invertebrado. Como todos los cnidarios posee simetría radial y consta de solo dos capas de células, separadas por una mesoglea gelatinosa; la capa externa es la ectodermis y la capa interna se llama la gastrodermis. Por lo general las hidras poseen unos pocos milímetros de longitud de 1 mm a 20 mm cuando están totalmente extendidas. Tienen el cuerpo tubular terminado por un simple pie adhesivo llamado disco basal. Las células glandulares basales en el disco secretan un líquido pegajoso que es el que le confiere sus propiedades adhesivas. En el extremo libre del cuerpo está situada la apertura bucal rodeada por uno a doce delgados tentáculos móviles. 

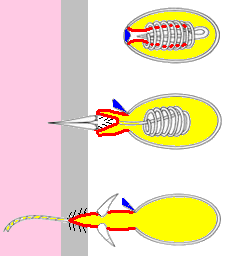
Dibujo esquemático de un nematocisto disparando

Cada tentáculo está revestido con unas células urticantes muy especializadas llamadas cnidocitos. Los cnidocitos contienen estructuras especializadas llamado nematocistos. Parecen bombillas con un hilo enrollado dentro. En el estrecho borde exterior del cnidocito se sitúa un disparador en forma de pelo corto. Una vez en contacto con las presas, el contenido del explosivo nematocisto es vertido, disparando un dardo junto con el hilo interno, e inyectando neurotoxinas. Para los humanos, estas neurotoxinas solo significan una molestia en el peor de los casos; sin embargo, para algunas otras especies, pueden ser paralizantes. 
El sistema nervioso de la hidra es una red de nervios, que es estructuralmente simple en comparación con el sistema nervioso de los mamíferos. La hidra no tiene ni cabeza ni cerebro reconocibles por los humanos.

## Historia natural
Las hidras pueden encontrarse en la mayoría de los estanques de agua dulce, lagos y arroyos en regiones templadas y tropicales. Pueden recolectarse por el barrido de una red en áreas cubiertas de maleza. La sorprendente capacidad regenerativa de las hidras ha interesado a los biólogos desde el siglo XVI.

### Locomoción
Si una hidra está alarmada o es atacada, puede retraer los tentáculos y todo el cuerpo se repliega a una pequeña esfera gelatinosa. En general reaccionan de la misma manera, independientemente de la dirección del estímulo, cosa que puede deberse a la simplicidad de su sistema nervioso.
Las hidras son generalmente sedentarias o sésiles, pero de vez en cuando logran moverse con facilidad, sobre todo cuando cazan. Para ello se doblan hacia adelante y se adhieren a la superficie con la boca y los tentáculos; luego sueltan el pie, doblan el cuerpo y fijan el pie en otro lugar. De esta manera una hidra se puede mover hasta 100 mm en un día. Las hidras a menudo se desprenden del sustrato y se dejan arrastrar por la corriente.

### Reproducción
Muchos hidrozos experimentan alternancia de generaciones, con pólipos que se originan asexualmente y medusas que dan lugar a pólipos mediante reproducción sexual, pero la hidra se mantiene como un pólipo a lo largo de su vida, careciendo de fase medusa.

Hidra gemación :
1. hydra madura
2. Creando un brote
3. Hija creciendo
4. Empezando a dividir
5. Hija rota
6. Hija clon del padre

Cuando la comida es abundante muchas hidras se reproducen asexualmente por medio de la gemación, que se lleva a cabo a partir de la producción de yemas en la pared corporal que crecen y simplemente se rompen cuando están maduras. Cuando las condiciones son adversas, a menudo antes del invierno o en malas condiciones de alimentación, algunos individuos se reproducen sexualmente. Las hidras son hermafroditas y pueden producir testículos u ovarios al mismo tiempo; aparecen hinchazones en la pared del cuerpo que se convierten en ovarios o testículos. Los testículos liberan espermatozoides en el agua que pueden fertilizar el óvulo en el ovario de otro individuo. Los huevos fertilizados segregan una capa dura exterior. Estos huevos de reposo caen al fondo del lago o estanque a la espera de mejores condiciones, tras lo cual nacen nuevos individuos.

### Alimentación
Las hidras son depredadoras. Cuando se alimentan extienden el cuerpo hasta su máxima longitud y luego, lentamente extienden los tentáculos. Los tentáculos son extraordinariamente extensibles y pueden alcanzar de cuatro a cinco veces la longitud del cuerpo. Una vez que la hidra está totalmente extendida, los tentáculos pueden maniobrar lentamente alrededor a la espera de entrar en contacto con una presa adecuada. Una vez un tentáculo hace contacto, se disparan sus cnidocitos y, al cabo de 30 segundos la mayoría de los demás tentáculos ya se han unido en el ataque para capturar a la presa; en dos minutos, los tentáculos han rodeado la presa, que es trasladada a la apertura bucal. Al cabo de unos diez minutos, la presa será encerrada en la cavidad gastrovascular y se ha iniciado la digestión. Después de dos o tres días, los restos indigeridos son expulsados a través de la boca, ya que carece de ano. El comportamiento alimenticio de la hidra es bastante complejo teniendo en cuenta la simplicidad de su sistema nervioso.

### Senescencia
A menudo se ha asumido que las hidras son únicas entre los animales en el sentido de que no sufren envejecimiento y son biológicamente inmortales.

## Genómica

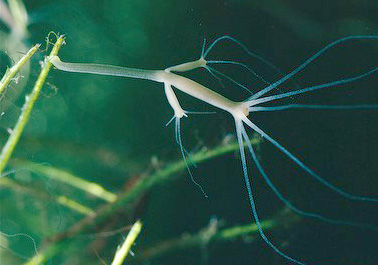
Hydra oliligactis (hidra marrón) brotando adherida a una planta.

Los genomas de los cnidarios suelen tener un tamaño inferior a 500 Mb, como en la hydra viridissima, que tiene un tamaño de genoma de aproximadamente 300 Mb. En contraste, los genomas de las hidras marrones tienen un tamaño de aproximadamente 1 Gb. Esto se debe a que el genoma de hidra marrón es el resultado de un evento de expansión que involucra LINEs, un tipo de transposón, en particular, una sola familia de la clase CR1. Esta expansión es exclusiva de este subgrupo del género Hydra y está ausente en la hidra verde, que tiene un paisaje de repetición similar al de otros cnidarios. Estas características del genoma hacen que Hydra sea atractiva para estudios de especiaciones y expansiones del genoma impulsadas por transposones.Debido a la simpleza de su ciclo de vida con respecto a otros hidrozoos, las hidras han perdido muchos genes correspondientes a tipos celulares o rutas metabólicas de los que aún no se conoce la función ancestral.
Su genoma presenta preferencia por elementos promotores cercanos al inicio del gen. Gracias a esta característica se han creado muchas líneas reporteras con secuencias upstream del gen de interés de entre 500 y 2000 bases. Sus elementos de regulación en cis (CRE) se encuentran en su mayoría a menos de 2000 pares de bases del sitio de inicio de transcripción más cercano, aunque existen CREs más alejados.
Su cromatina tiene una conformación Rabl. Hay interacciones entre los centrómeros de cromosomas diferentes y entre los centrómeros y telómeros del mismo cromosoma. Presenta un gran número de interacciones intercentroméricas comparado con otros cnidarios, probablemente debido a la pérdida de múltiples subunidades de condensina II. Está organizada en dominios de un tamaño de docenas o cientos de kilobases que contienen genes co-regulados epigenéticamente y están flanqueados por zonas límite heterocromáticas.

## Transcriptómica
Los tipos celulares de las hidras expresan familias de genes de diferente antigüedad. Las células progenitoras (células madre, precursores de neuronas y nematocistos, y células germinales) expresan genes de familias más antiguas que el origen de los metazoos. Entre las células diferenciadas, hay algunas que expresan genes de familias que se remontan a la base de los metazoos, como las células glandulares y neuronales, y otras que expresan genes de familias más nuevas, que se originaron en la base de cnidaria o medusozoa, como los nematocistos. En las células intersticiales se han identificado factores de transcripción cuya función se ha conservado por al menos 400 millones de años.

## Regeneración
Cabe resaltar que el cuerpo de las hidras no es estable, sino por el contrario dinámico, debido a que las células de la columna del cuerpo llevan a cabo mitosis constantemente y son desplazadas a las extremidades de la columna donde son despojadas; de esta manera, cada célula juega diferentes roles a lo largo del tiempo.
Si el cuerpo de una hidra es cortado en diferentes partes, cada parte regenerará una cabeza en su lado apical original y un pie en su lado basal terminal original.
Una de las claves para entender la capacidad regeneradora de las hidras es la capacidad de adquisición de caracteres de células madre (stem cellness) de su epitelio, el cual continuamente lleva a cabo divisiones mitóticas auto-renovantes, y además tienen la opción de seguir metabolismos de diferenciación. Aparte de la continua producción de células con una gran plasticidad fenotípica, también se da una producción de factores de señalización en el tejido adulto.

### Células madre epiteliales
Las células madre están definidas como células que tienen la habilidad tanto de proliferar indefinidamente como de diferenciarse en células específicas. De esta manera tanto las células epiteliales como la intersticiales sufren continuamente de divisiones mitóticas auto-renovantes.
En estos organismos se ha demostrado que ambas capas embrionarias (endodermo y ectodermo) están compuestas de células madre epiteliales en división, en donde las células nuevas son pasivamente desplazadas hacia arriba del cuerpo para formar los tentáculos y luego se dirigen hacia abajo para la formación del pie, o inclusive para forma una yema y así dar lugar a la formación de nuevos organismos. Algo importante acerca de este desplazamiento, es que las células deben calcular o evaluar su posición relativa en el organismo de manera continua. Por esto los sistemas de “patronaje” (patterning) están activos de manera continua a diferencia de lo que ocurre en mamíferos, en donde la mayoría de estas señales morfogenéticas únicamente se encuentran activas durante la embriogénesis.
Durante la regeneración las señales morfogenéticas se pueden activar o aumentar en el sitio de la herida. Cuando la hidra es cortada por la mitad, la mitad del organismo que contiene la boca y los tentáculos regenerará un nuevo pie, y la parte inferior, que contiene el pie, regenerará una nueva boca con sus tentáculos. El proceso de regeneración es un proceso rápido, después de que ocurre la cicatrización o que la herida ha sido cerrada, lo cual toma alrededor de 1 a 3 horas; los tentáculos de una nueva zona bucal se diferenciaran dentro de las próximas 36 horas y la regeneración del pie y su carácter “pegajoso” se formará en 30 horas. Aunque los mecanismos de regeneración del pie no están muy elucidados, se sabe que el sistema de regeneración de la zona oral sirve de cierta manera de apoyo para el sistema de regeneración del pie.
Pasos mínimos para la regeneración en cnidarios a nivel molecular y celular.
1. Proceso de cicatrización o cierre de la herida.
2. Establecimiento de un organizador y las instrucciones de las células madre epiteliales.
3. Morfogénesis.

Debido a que la regeneración en hidras puede ser llevada a cabo únicamente por células epiteliales, todos los factores y genes son necesarios para que la regeneración sea activada en estas células, sin embargo existen dos requerimientos adicionales para que la regeneración de la zona oral ocurra normalmente. Primero es necesario una ECM intacta (mesoglea), que separe las dos capas embrionarias, la mesoglea madura contiene macromoléculas como laminina, colágeno, proteoglicanos sulfatados, y moléculas de tipo fibronectina. De esta forma la regeneración comienza con la retracción de la mesoglea. Un segundo requerimiento es un tamaño mínimo crítico de tejido, es decir que la porción de tejido más pequeña que se puede regenerar debe tener alrededor de 300 células epiteliales; porciones de tejidos más pequeñas se desintegraran.

### Regeneración de la región oral
La capacidad de las hidras para regenerar la región bucal es mucho mayor en el eje terminal apical que en el basal. A partir de estudios de trasplantes se ha logrado demostrar que el pico de esta actividad regenerativa está localizado en el hipostoma, con tan solo una porción pequeña de hipostoma es posible inducir un segundo eje corporal cuando es insertado lateralmente a otro pólipo. De ahí que hablando en términos de actividad organizacional el tejido hipostomal de la hidra es equivalente al labio dorsal de los embriones de los sapos, el conocido organizador de Spemann, el cual también induce un eje corporal secundario cuando es injertado en un lado ventral del embrión.
Se ha descubierto recientemente que el mismo conjunto de genes está activo en el organizador de todos los vertebrados, lo cual sugiere que las características básicas de los centros de señalización que actúan como organizadores podrían haber surgido de forma temprana en la evolución de los metazoos. De esta manera moléculas de señalización potenciales que podrían actuar como morfógenos similares en vertebrados han sido identificados en Hydra (Wnt, TGF-β, Notch, Hedgehog, JAK-STAT, RTK y hormona nuclear).
Es posible de esta manera que el gradiente de capacidad inductiva este mediado por un gradiente de estas moléculas de señalización liberadas por el organizador en la zona oral de la hidra.

### Wnt
Es importante resaltar que los patrones axiales en una hidra adulta están controlados por el organizador de la zona oral, que se encuentra ubicado en el hipostoma, como se nombró anteriormente; como el tejido es muy dinámico, el hipostoma está continuamente produciendo y perdiendo células, lo cual requiere una producción continua por parte del organizador, de forma que se pueda mantener en el hipostoma. Por esto existen múltiples genes Wnt expresados en el organizador.
Ahora se conoce con certeza que la señalización de Wnt actúa en el patronaje axial y durante la regeneración de la zona bucal de la hidra. La expresión de Wnt comienza una hora después de que ha ocurrido la decapitación, y para la regeneración completa de la cabeza son necesarias de 30 a 36 horas. HyWnt se expresa en una pequeña concentración en las células epiteliares del ectodermo y del endodermo y en la punta apical del hipostoma, lo cual representa el organizador de la cabeza de la hidra. La expresión de HyTcf está restringida al hipostoma del pólipo pero su dominio de expresión es mucho más amplio que el de HyWnt el cual abarca todo el hipostoma, de forma que muestra o demarca el rango de acción del ligando de HyWnt. Durante la regeneración de la cabeza HyWnt, HyTcf, and Hyβ-cat, están entre que son regulados de forma más temprana corriente arriba, esto significa 30 a 60 minutos después de que la herida está cerrada. En la zona de gemación, donde el nuevo eje corporal del pólipo hijo es iniciada la activación de la ruta de HyWnt empieza con una regulación corriente arriba de Hyβ-Cat y HyTcf y es seguido por la expresión de HyWnt en un punto de 10 a 15 células. Lo que demuestra esto es el papel fundamental de los miembros de la ruta Wnt- en el establecimiento del organizador de la cabeza de la hidra.
Por otro lado, hay evidencia de un segundo sistema de señalización en cnidarios, la ruta TGFβ/Bmp y su antagonista Chordin, los cuales a su vez se encuentran involucrados en la formación temprana del eje del embrión en vertebrados. La expresión de HySmad1 y Chordin durante la regeneración son consistentes con la hipótesis en la cual la señalización de Bmp es inhibida por Chordin, lo cual muestra la conservación de interacciones moleculares de los patrones dorsoventrales desde hidras hasta vertebrados. A partir de esto es posible afirmar que por lo menos dos grandes sistemas de señalización responsables de la función del organizador en vertebrados se encuentran en hidras, esto sugiere que las rutas de Wnt, TGFβ/Bmp y su antagonista Chordin, estaban presentes en el ancestro común de los cnidarios dipoblásticos y de los organismos bilaterales tripoblásticos, indicando que posiblemente son una característica temprana de los animales multicelulares.

### Notch
Los procesos concernientes al desarrollo en los organismos bilaterales hacen difícil usar a Notch como ruta de señalización, y hasta el momento no ha sido identificado en los cnidarios, sin embargo se han identificado genes homólogos con Drosophila que forman parte de la ruta de Notch como Numb y Hairless, por lo cual podría ser posible que próximamente se encuentre la ruta de Notch en hidras.

### Hedgehog
Hasta hace poco era incierto si la ruta de Hedgehog se encontraba en hidras o no, siendo que Hedgehog per se, se encuentra ausente en C. elegans, pero la ruta completa si se encuentra presente en Drosophila. Esto indica que partes de la ruta Hedgehog fueron perdidas secundariamente en C. elegans. Recientemente fue encontrado que de hecho Hedgehog si se encuentra en hidras.

### Factores que posibilitan la transición de células madre epiteliales auto-renovantes a células epiteliales diferenciadas
¿Cómo es posible para una célula saber que su posición en alguna parte del cuerpo ha cambiado a otro sitio? Este es quizás uno de los dogmas más grandes en la biología del desarrollo, el cual consiste en que el comportamiento de una célula está determinado por su posición en el embrión. Es por esto que, a partir de todos los estudios realizados sobre genomas, rutas de transducción y otros, se entendió que la regeneración en hidras requiere de una maquinaria muy compleja de señalización. De esta manera, se sabe que muchos péptidos están ligados con la diferenciación epitelial a lo largo de eje corporal apical-basal, con la capacidad de inducir la diferenciación específica del pie o la cabeza. Estos “epiteliopéptidos” tienen la propiedad de actuar como señales de posición. Entre los péptidos se puede encontrar a HEADY, un gen nuevo que está ausente en los genomas de otros animales, este gen es un inductor muy fuerte del destino apical y además su alcance llega a la inducción de la cabeza, otro péptido es Hym-301, el cual en los adultos únicamente se expresa en el ectodermo de la zona de los tentáculos y el hipostoma, pero no en los tentáculos en si, el tratamiento de regeneración de cabezas con Hym-301 sintético da como resultado un incremento en el número de tentáculos formados, mientras que el tratamiento con Hym-301 dsRNA llevó a la reducción en la formación de tentáculos durante la formación de la regeneración de la cabeza o la formación de yemas. Esto indica que los genes afectan directamente las células epiteliales que forman los tentáculos. Por otro lado, en el otro extremo del cuerpo en el pie, dos péptidos se encargan de la regulación pedina y pedibina, los cuales estimulan la regeneración del pie, además se encuentra Hym-346, el cual está involucrado en el aceleramiento de la regeneración del pie y además es responsable del aumento del potencial de activación del pie en el tejido gástrico. Hym-323, induce la diferenciación de las células del disco basal del pie. De esta manera se observa el papel fundamental de los péptidos en diferentes aspectos como comunicación, diferenciación celular y la regeneración de las hidras.